# Dong Fang Hong
Dong Fang Hong (Abkürzung DFH; chinesisch 東方紅 / 东方红, Pinyin dōngfāng hóng – „Der Osten ist rot“) bezeichnet einen Typ chinesischer Kommunikationssatelliten. Satelliten dieser Serie wurden sowohl in eine niedrige Erdumlaufbahn wie auch (ab Dong Fang Hong 2-2) in eine geostationäre Bahn transportiert. Sie dienten als Testsatellit (Dong Fang Hong I) und der Telekommunikation.

## Geschichte
Als am 4. Oktober 1957 der sowjetische Satellit Sputnik 1 ins Weltall startete, wurde dies von der chinesischen Führung mit großem Interesse zur Kenntnis genommen. Mao Zedong sagte am 17. Mai 1958 in seiner berühmten Rede auf der Zweiten Sitzung des VIII. Parteitags der KPCh (5. – 23. Mai 1958),
dass „wir jetzt auch bei den Satelliten mitmachen werden“ (我们也要搞人造卫星).
Die Chinesische Akademie der Wissenschaften wurde angewiesen, unter strengster Geheimhaltung die Möglichkeiten für einen chinesischen Satelliten auszuloten. Nachdem sich Qian Xuesen und Zhao Jiuzhang bereits Anfang des Jahres für den Bau eines Satelliten ausgesprochen hatten, nahm die Akademie den Auftrag gerne an: die Entwicklung eines Satelliten wurde zu einem der wichtigsten Projekte des Jahres 1958 erklärt und erhielt die interne Bezeichnung „Projekt 581“. Damals befand man sich gerade im „Großen Sprung nach vorn“. Das ganze Land wurde von einer Welle der Euphorie getragen, die mit den ökonomischen Realitäten nichts zu tun hatte. Der chinesischen Führung wurde das relativ schnell klar, und am 21. Januar 1959 übermittelte Zhang Jingfu, der Vizepräsident der Akademie, den Wissenschaftlern die Anweisung von Deng Xiaoping (damals Generalsekretär des Politbüros der KPCh), das Satellitenprojekt zunächst zurückzustellen, da es mit der Wirtschaftskraft des Landes nicht vereinbar wäre.

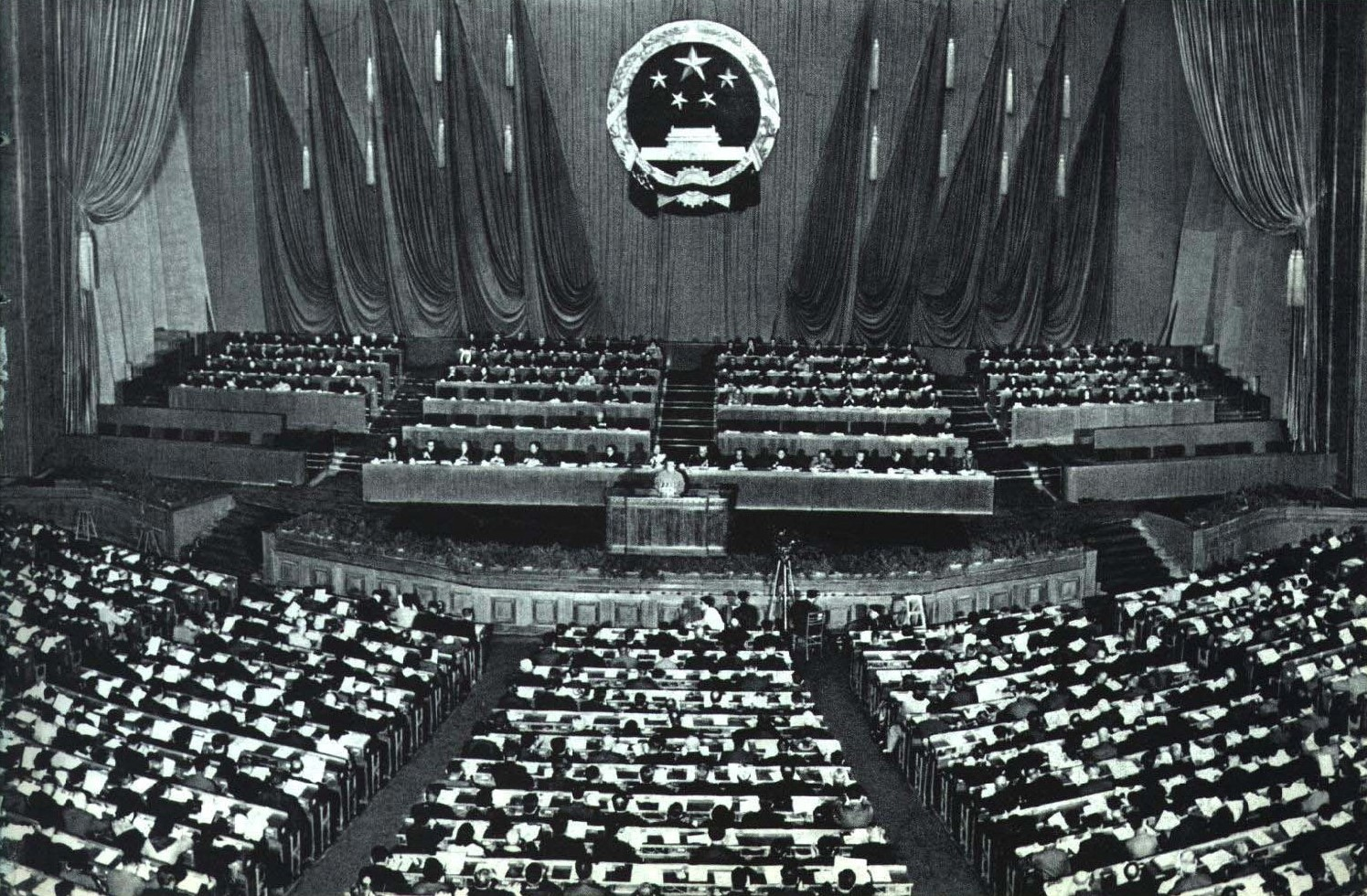
Nationaler Volkskongress, erste Sitzung der dritten Legislaturperiode (21. Dez. 1964 – 4. Jan. 1965)

Als am 21. Dezember 1964 der Nationale Volkskongress zur ersten Sitzung der dritten Legislaturperiode zusammengekommen war, nutzte Zhao Jiuzhang, gerade für die Gesellschaft des 3. September frisch ins Parlament gewählt, die Gelegenheit, um am 27. Dezember an Premierminister Zhou Enlai zu schreiben und erneut die Entwicklung eines chinesischen Satelliten vorzuschlagen.
Kurz darauf, am 8. Januar 1965, schrieb Qian Xuesen einen ähnlichen Brief an die Kommission für Wehrtechnik der Volksbefreiungsarmee.
Kommissionsvorsitzender Nie Rongzhen sowie Premierminister Zhou Enlai billigten den Plan der Wissenschaftler, dem die Bezeichnung „Projekt 651“ (651工程, Pinyin 651 Gōngchéng) gegeben wurde, also „Das im Januar 1965 begonnene Projekt“. Die Entwicklung des Satelliten oblag zunächst dem am 4. Januar 1965 per Beschluss des Volkskongresses aus dem 5. Forschungsinstitut des Verteidigungsministeriums hervorgegangenen Siebten Ministerium für Maschinenbau und dem Projektierungsinstitut 651 der Chinesischen Akademie der Wissenschaften, dann der am 20. Februar 1968 aus mehreren mit Raumfahrtfragen befassten Instituten der Akademie der Wissenschaften sowie einigen feinmechanischen Fabriken gebildeten Chinesischen Akademie für Weltraumtechnologie, die, zum Teil über Tochtergesellschaften, bis heute alle größeren Satelliten und Raumsonden der Volksrepublik China herstellt.
Neben dem Satelliten selbst begann man in der zweiten Jahreshälfte 1965 auf der Basis der Dongfeng 2A, der ersten vollständig selbst entwickelten Mittelstreckenrakete der Volksrepublik China, zunächst unter Federführung des 8. Ingenieurbüros, ab 1968 der 1. Akademie des Siebten Ministeriums für Maschinenbauindustrie, mit der Arbeit an einer dreistufigen Trägerrakete, der Changzheng 1, die dazu in der Lage sein sollte, den Satelliten in eine erdnahe Umlaufbahn zu bringen. Nach einem ersten Fehlstart einer Testversion der Rakete am 16. November 1969 und einem erfolgreichen Flugtest im Januar 1970 wurde schließlich am 24. April 1970 Chinas erster Satellit, Dong Fang Hong 1 (东方红, also „Der Osten ist rot“), vom Kosmodrom Jiuquan aus ins Weltall befördert.

## Bisher gestartete Satelliten der Serie
- 24. April 1970 Dong Fang Hong 1[7]

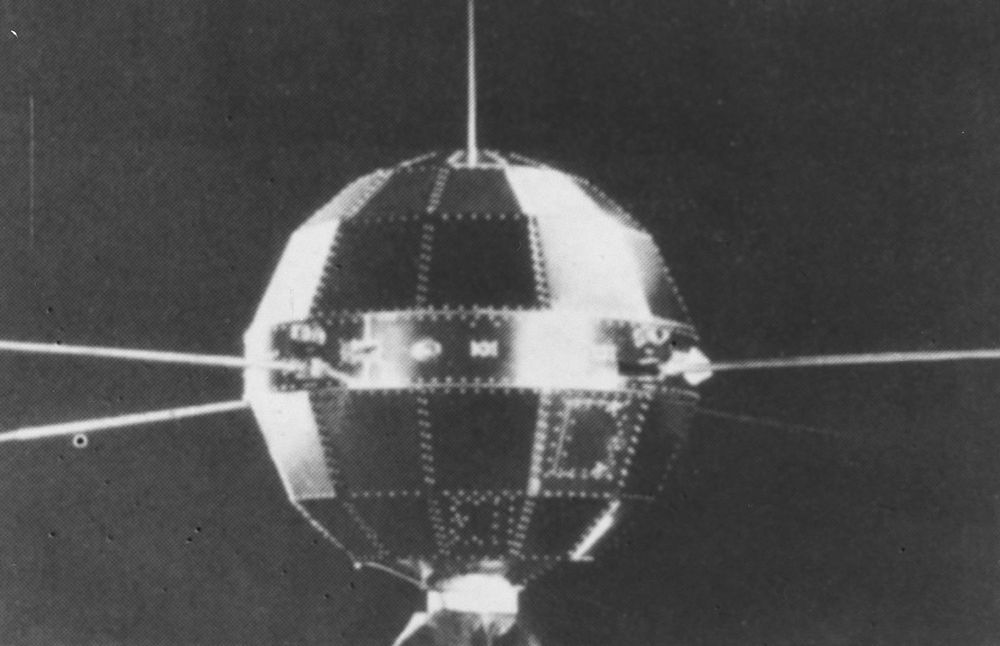
Dong Fang Hong 1

- 29. Januar 1984 Dong Fang Hong 2-1 (geostationäre Umlaufbahn nicht erreicht)
- 8. April 1984 Dong Fang Hong 2-2

- 1. Februar 1986 Dong Fang Hong 2-3

- 7. März 1988 Dong Fang Hong 2A-1
- 22. Dezember 1988 Dong Fang Hong 2A-2

- 4. Februar 1990 Dong Fang Hong 2A-3

- 28. Dezember 1991 Dong Fang Hong 2A-4 (Fehlstart)

- 30. November 1994 Dong Fang Hong 3-1 (geostationäre Umlaufbahn nicht erreicht)[8]

- 12. Mai 1997 Dong Fang Hong 3-2[9]

## DFH-3-Bus

### DFH-3
Neben den eigentlichen Dong-Fang-Hong-Satelliten wurde das 2,2 × 1,72 × 2,0 m große, dreiachsenstabilisierte Gehäuse des Raumflugkörpers mit seinem Antriebssystem, der Energieversorgung mit Akkumulator und zwei ausklappbaren Solarzellenflügeln mit jeweils drei Solarmodulen, Telemetrie, Wärmeregelung etc., also der sogenannte „Satellitenbus“, ab dem Jahr 2000 auch als Grundlage für die Beidou-Navigationssatelliten sowie die militärischen Kommunikationssatelliten der Fenghuo- und Shentong-Serien (神通, „Magische Fähigkeit“) verwendet.
Der DFH-3-Bus besitzt eine Lebensdauer von 8 Jahren und ist primär für Satelliten in geostationären Umlaufbahnen gedacht, wo er seine Position  mit einer Genauigkeit von ±0,1° beibehält; die Parabolantenne kann mit einer Präzision von 0,15° für Querachse und Längsachse sowie 0,5° für die Gierachse ausgerichtet werden.

### DFH-3A
Im Rahmen des Mondprogramms der Volksrepublik China wurde der DFH-3-Bus, etwas modifiziert und nun unter dem Namen DFH-3A, die Basis für die Orbiter Chang’e 1 (2007) und Chang’e 2 (2010). Auch fünf der ab 2008 für die Kommunikation mit den bemannten Shenzhou-Raumschiffen eingesetzten Tianlian-Relaissatelliten beruhen auf dem DFH-3A-Bus.
Das Gehäuse des DFH-3A-Busses ist 2,4 × 1,72 × 2,0 m groß. Er ist mit einer Startmasse von 2740 kg etwas schwerer als der ursprüngliche DFH-3-Bus (2320 kg), kann aber mit 360 kg gut 50 % mehr Nutzlast tragen als sein Vorgänger (230 kg). Die Tianlian-Relaissatelliten befinden sich in geostationären Umlaufbahnen, wo der Bus seine Position ebenfalls mit einer Genauigkeit von ±0,1° beibehält.

### DFH-3B
Ab 2008 wurde zunächst für das den Asien-Pazifik-Raum abdeckende Beidou-2-System die verbesserte Version DFH-3B entwickelt, die später auch für die in einer geneigten geosynchronen Umlaufbahn (IGSO) positionierten Satelliten des weltweiten Beidou-3-Systems verwendet wurde. Dieser Bus mit den Abmessungen 2,3 × 2,0 × 3,1 m hält einen einmal eingenommenen Orbit mit einer Präzision von ±0,05°, also doppelt so genau wie die Vorgängermodelle DFH-3 und DFH-3A. Außerdem bleiben beim DFH-3B-Bus die Antennen mit einer Toleranz von 0,06° für Querachse und Längsachse sowie 0,2° für die Gierachse mehr als doppelt so genau ausgerichtet wie bei den Vorgängermodellen. Mit bis zu 4 kW kann diese Variante deutlich mehr Strom für die Nutzlasten zur Verfügung stellen und sie hat mit 12 – 15 Jahren auch eine längere Lebensdauer.

### DFH-3E
Der am 28. September 2021 erstmals öffentlich vorgestellte, rein elektrisch angetriebene DFH-3E wurde speziell für geostationäre Satelliten  entwickelt. Der Satellitenbus besitzt sowohl einen klassischen Ionenantrieb als auch einen Hallantrieb, beide mit hoher Leistung. Dieser Bus mit einer Mindestlebensdauer von 15 Jahren kann etwa 25 Transponder mit einer Gesamtmasse von 300–400 kg tragen, für die eine Leistung von 3–5 kW zur Verfügung steht.
Die Startmasse des Satelliten beträgt 1,8 t, er wird mit kleineren Trägerraketen vom Typ Langer Marsch 2C oder 2D zunächst in einen Ausgangsorbit gebracht.
Die Anhebung der Bahn für einen geostationären Orbit erfolgt über einen Zeitraum von 10 Monaten durch ein abwerfbares Antriebsmodul mit konventionellen Triebwerken. Nach dem Start des Kommunikationssatelliten APStar 6E am 12. Januar 2023, dem ersten Einsatz des DFH-3E-Busses, konnte das Haupttriebwerk des Antriebsmoduls nicht gezündet werden. Stattdessen wurde die Bahnanhebung vom Ausgangsorbit (200 × 500 km) aus mit kleineren Lageregelungstriebwerken von 10 N Schubkraft durchgeführt, was die Zeit bis zum Erreichen der Zielposition um mehrere Wochen verlängerte.
Am 23. Januar 2022 um 13:31 Uhr UTC wurde das chemische Antriebsmodul abgeworfen und der Satellit bewegte sich rein elektrisch zu seiner geostationären Zielposition bei 134° östlicher Länge.

## DFH-4-Bus

### DFH-4
Da in den 1990er Jahren die Anforderungen an Kommunikationssatelliten ständig zunahmen, begann die Chinesische Akademie für Weltraumtechnologie mit den theoretischen Vorplanungen für einen Satellitenbus der nächsten Generation, der sowohl bei Ersatzsatelliten für Dong Fang Hong 3-1 und 3-2 als auch bei Kooperationsprojekten mit dem Ausland zum Einsatz kommen sollte. Im Dezember 1999 genehmigten die damalige Kommission für Wissenschaft, Technik und Industrie für Landesverteidigung und das Finanzministerium der Firma, mit den konkreten Entwicklungsarbeiten zu beginnen, gefördert mit Mitteln aus dem 9. Fünfjahresplan (1996–2000). Zunächst galt es einige grundlegende Probleme wie die Unterbringung eines großen Treibstofftanks und von Gasflaschen für die Kaltgas-Raketentriebwerke zur Lagestabilisierung zu lösen – die Plattform war für eine Lebensdauer von 15 Jahren ausgelegt – dann wurde im Oktober 2001 das Projekt offiziell gestartet. Damals dachte man, dass die Satellitenplattform in 4 Jahren zur Produktionsreife gebracht werden könnte.
Am Ende dauerte es jedoch ein Jahr länger, bis am 29. Oktober 2006 mit Sinosat 2 der erste auf dem DFH-4-Bus basierende Satellit vom Kosmodrom Xichang gestartet werden konnte. Sinosat 2 erreichte zwar den geplanten Orbit, dann entfalteten sich jedoch die vierteiligen Solarpaneele nicht. Versuche, dies von der Erde aus durch manuelle Steuerung zu bewirken, schlugen fehl, die Parabolantennen des Satelliten konnten nicht ausgeklappt werden, und als nach einem Monat die Bordbatterie erschöpft war, war der 2 Milliarden Yuan teure (zum Glück versicherte) Satellit nur noch Weltraummüll.
Für den am 1. Juni 2007 gestarteten Nachfolgesatelliten Sinosat 3 wurde dann der bewährte DFH-3-Bus verwendet.
Bei dem am 14. Mai 2007 im Auftrag der National Space Research and Development Agency Nigerias gestarteten Kommunikationssatelliten NigComSat-1 gab es nach knapp einem Jahr zufriedenstellender Arbeit wieder Schwierigkeiten mit den Solarpaneelen. Im April 2008 fiel der Antrieb des südlichen Solarmodulflügels aus, so dass sich dieser nicht mehr auf die Sonne ausrichten konnte und sich die Stromversorgung des Satelliten um die Hälfte verringerte. Am 11. November 2008 um 04:33 Peking-Zeit fiel dann auch noch der nördliche Flügel aus und der 256 Millionen Dollar teure Satellit musste als irreparabel in einen Friedhofsorbit manövriert werden.
Bereits im November 2008 hatte die China Great Wall Industry Corporation (eine Tochterfirma der China Aerospace Science and Technology Corporation), die Bau und Start des Satelliten arrangiert hatte, Nigeria eine großzügige Schadensregulierung zugesagt. Am 24. März 2009 wurde dann ein Vertrag mit der Betreiberfirma NIGCOMSAT über die Bereitstellung eines kostenlosen und – bis auf die Solarmodulflügel – technisch identischen Ersatzsatelliten (NigComSat-1R) geschlossen, der schließlich am 20. Dezember 2011 gestartet wurde.
Die Chinesische Akademie für Weltraumtechnologie hatte bereits nach dem Vorfall im April 2008 mit der Überarbeitung des Solarpaneel-Systems begonnen.
Für den am 29. Oktober 2008 für Venezuela gestarteten Kommunikationssatelliten Venesat-1 kamen die Änderungen jedoch zu spät. Ganz ähnlich wie bei NigComSat-1 ergab sich im Februar 2020 zunächst ein Problem mit dem Rotationsmechanismus eines der Solarzellenflügel, Anfang März dann auch beim zweiten,
sodass der Satellit am 13. März 2020, dreieinhalb Jahre vor dem Erreichen seiner erwarteten Lebensdauer von 15 Jahren abgeschaltet werden musste.

### DFH-4S
Im Jahr 2008 begann das Forschungsinstitut 510 der Chinesische Akademie für Weltraumtechnologie, das seit 1974 – zunächst theoretisch, dann mit Labormodellen – an der Technik gearbeitet hatte, mit der Entwicklung eines elektrischen Antriebs für Satelliten. Schließlich wurde ein Xenon-Ionenantrieb vom Typ LIPS-200 mit einer Schubkraft von 40 mN erprobt. Der Antrieb wurde zunächst in den auf dem CAST-2000-Bus der Hangtian Dong Fang Hong Satelliten GmbH basierenden Testsatelliten Shijian 9A eingebaut und nach dessen Start am 14. Oktober 2012 ab Dezember 2012 im Orbit getestet. Das Ionentriebwerk wurde dazu verwendet, um die Flugbahn des Satelliten anzuheben.
Außerdem kam in jenem Satelliten ein Hallantrieb vom Typ HET-40 des Instituts 801 der Akademie für Flüssigkeitsraketentriebwerkstechnik, ebenfalls mit einer Schubkraft von 40 mN, zum Einsatz, der für die Flugbahnabsenkung verantwortlich war. Vier der LIPS-200-Triebwerke, von denen maximal zwei gleichzeitig in Betrieb sind, wurden schließlich als Option für den im Vergleich zum ursprünglichen DFH-4 verkleinerten Bus DFH-4S (für „Smart“) vorgesehen, der die Marktlücke zwischen DFH-3 und DFH-4 schließen sollte.
Der ursprünglich geplante Einsatz der Triebwerke beim DFH-3B fand nicht statt. Bei LaoSat 1, dem ersten Einsatz des DFH-4S-Busses im Jahr 2015 wurde diese Option nicht wahrgenommen, ebenso wenig wie bei Chinasat 17 im Jahr 2016.
Erst bei dem am 12. April 2017 gestarteten Chinasat 16 kam der elektrische Antrieb zum Einsatz, wobei aus Redundanzgründen der traditionelle chemische Antrieb ebenfalls in den Bus eingebaut war.

### DFH-4E
Auf der Technologie des DFH-4S basierend, mit demselben Hybridantrieb aber größerem Gehäuse wird für Breitband-Multimediaanwendungen seit 2015 der Bus DFH-4E (für „Enhanced“ bzw. 增强型) angeboten.  Der DFH-4E besitzt ein größeres Nutzlastgewicht, eine bessere Stromversorgung und ein an die gesteigerten Anforderungen angepasstes Kühlsystem.
Erstmals zum Einsatz kam der DFH-4E bei dem Kommunikationssatelliten Chinasat 18. Nachdem ihn die Trägerrakete Changzheng 3B/G2 am 19. August 2019 zunächst erfolgreich in eine geostationäre Transferbahn gebracht hatte, gelang es dem Satelliten anschließend nicht, seinen geostationären Betriebsorbit zu erreichen. Einen Monat nach dem Start wurde die Mission als Fehlschlag verbucht.
Der nächste Satellit, Palapa-N1, ging am 9. April 2020 bei einem Fehlstart der Trägerrakete verloren.
Der am 9. Juli 2020 gestartete APStar 6D funktionierte dann jedoch einwandfrei, ebenso wie der am 9. September 2021 gestartete Fernsehsatellit Chinasat 9B und der am 23. Februar 2023 gestartete Chinasat 26, Chinas erster Kommunikationssatellit mit einer Datenübertragungsrate von mehr als 100 Gbit/s.

## DFH-5-Bus
Mit dem DFH-5-Bus wurde unter der Leitung von Zhou Zhicheng (周志成, * 1963), dem Leiter der Abteilung für Kommunikationssatelliten (通信卫星事业部) bei der Chinesischen Akademie für Weltraumtechnologie,
eine völlig neue Plattform für große Satelliten im geostationären Orbit entwickelt, mit zwei jeweils sechsteiligen Solarpanelen, die, neben der Stromversorgung für die Betriebssysteme der Plattform, 18 kW für die Nutzlast liefern, mit einem innovativen Hitzeabstrahlsystem und verbesserter Steuerelektronik.
Seinen ersten Einsatz hatte der DFH-5-Bus am 2. Juli 2017 als Basis für den experimentellen Kommunikationssatelliten Shijian 18, der jedoch aufgrund eines Problems mit der Turbopumpe in einem Triebwerk der Trägerrakete Changzheng-5 sechs Minuten nach dem Start in den Indischen Ozean stürzte. Der Start des Nachfolgesatelliten Shijian 20 gelang dann aber nach einigen Verzögerungen am 27. Dezember 2019 ohne Probleme.
Der DFH-5-Bus in seiner jetzigen Version hat einen Hybridantrieb. Zum einen verfügt er über ein Flüssigkeitstriebwerk, das einen hohen Vakuumschub liefert und dazu dient, den Satelliten nach dem Start und der Abtrennung von der Trägerrakete rasch in seine Umlaufbahn zu bringen. Auch die Steuerdüsen für die Ausrichtung des Satelliten sind chemische Triebwerke. Für die feinen Bahnkorrekturen während seiner voraussichtlich 20-jährigen Lebensdauer verwendet der Satellit dann ein Ionentriebwerk vom Typ LIPS-300 mit Xenon als Stützmasse. Dieses Triebwerk kann in zwei verschiedenen Modi betrieben werden. In dem für die regelmäßigen Manöver zur Aufrechterhaltung der Bahnhöhe verwendeten Modus erzeugt das LIPS-300 bei einer Leistungsaufnahme von 2,2 kW einen Schub von 80 mN. Bei voller Leistung benötigt das Triebwerk 5 kW, erzeugt dann aber auch einen Schub von 210 mN.
Das ermöglicht eine effiziente Ausnutzung der mitgeführten Treibstoffvorräte.
Außerdem verfügt das LIPS-300 mit 4000 s über einen zehnmal so hohen spezifischen Impuls als die üblichen chemischen Triebwerke.
Bei der ausschließlichen Verwendung von chemischen Triebwerken müssten für die Bahnkorrekturen eines derart schweren Satelliten fast 3 Tonnen Treibstoff mitgeführt werden. Durch das Ionentriebwerk reduziert sich das Treibstoffgewicht auf 200 kg.
Abhängig vom Nutzlastgewicht, das zwischen 1500 kg und 1800 kg liegen kann, hat der DFH-5-Bus ein Startgewicht von 8000–9000 kg. Die Solarzellenflügel liefern eine Leistung von mindestens 28 kW, von denen 18 kW für die Nutzlasten zur Verfügung stehen. Über das Kühlsystem kann von den Nutzlasten erzeugte Abwärme von bis zu 9 kW ins Weltall abgestrahlt werden. Der DFH-5-Bus ist für eine Betriebsdauer von 16 Jahren ausgelegt, und die Entwickler gehen davon aus, dass die Technologie bis etwa 2040 modern und anwendbar bleiben wird. Die für hohe Umlaufbahnen ausgelegte Plattform kann nicht nur für Telekommunikation, sondern auch für Fernaufklärung im Mikrowellen- und optischen Bereich, für wissenschaftliche Weltraumerkundung und für Experimente genutzt werden. Sie ist dafür ausgelegt, im Orbit gewartet zu werden, nicht nur was die Betankung betrifft, sondern auch den Austausch von Komponenten, ein Konzept, das zunächst am freifliegenden Teleskop der Chinesischen Raumstation erprobt werden soll.
Hier ein Vergleich der Bus-Typen:
|                            | DFH-3   | DFH-3A   | DFH-3B   | DFH-4    | DFH-4S   | DFH-4E   | DFH-5    |
| -------------------------- | ------- | -------- | -------- | -------- | -------- | -------- | -------- |
| Startmasse                 | 2320 kg | 2740 kg  | 3800 kg  | 5200 kg  | 4200 kg  | 6000 kg  | 8000 kg  |
| Nutzlastgewicht            | 230 kg  | 360 kg   | 450 kg   | 600 kg   | 450 kg   | 1000 kg  | 1500 kg  |
| Stromversorgung (gesamt)   | 1,7 kW  | 4 kW     | 5,5 kW   | 10,5 kW  | 7,8 kW   | 13,5 kW  | 30 kW    |
| Stromversorgung (Nutzlast) | 1 kW    | 2,5 kW   | 4 kW     | 8 kW     | 4 kW     | 10 kW    | 18 kW    |
| Lebensdauer                | 8 Jahre | 12 Jahre | 15 Jahre | 15 Jahre | 15 Jahre | 15 Jahre | 16 Jahre |